# Siarczan miedzi(II)
Siarczan miedzi(II) (nazwa Stocka: siarczan(VI) miedzi(II), siarczan miedziowy), CuSO
4 – nieorganiczny związek chemiczny, sól kwasu siarkowego i miedzi na II stopniu utlenienia. Pięciowodny siarczan miedzi(II) występuje naturalnie jako minerał chalkantyt.

## Właściwości

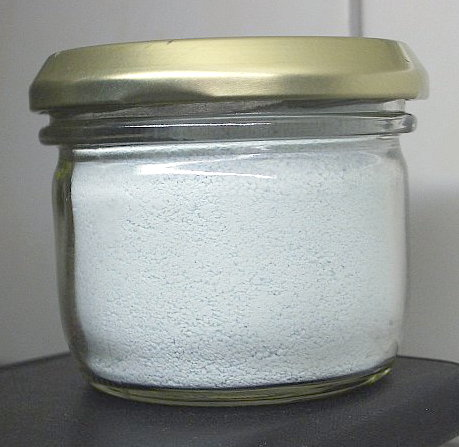
Bezwodny CuSO4

Bezwodny siarczan miedzi jest biały. W temperaturze pokojowej jest higroskopijną substancją o gęstości 3,6 g/cm³. Dobrze rozpuszcza się w wodzie, dając roztwór o odczynie lekko kwasowym (roztwór 5%: pH 3,7–4,5). 
Pentahydrat siarczanu miedzi CuSO
4·5H
2O (nazywany dawniej witriolem miedzi lub sinym kamieniem) ma intensywnie niebieskie zabarwienie.
Pentahydrat pod wpływem ogrzewania w temperaturze 102 °C traci dwie cząsteczki wody, przechodząc w trihydrat – CuSO
4·3H
2O (o gęstości 3,78 g/cm³) a następnie monohydrat. Ogrzany powyżej 197 °C staje się bezwodny.

## Zastosowania
- Jako fungicyd do konserwacji drewna.
- Wykrywanie wody w alkoholu.
- Jest głównym składnikiem kwaśnych kąpieli do elektrolitycznego miedziowania i kąpieli przeznaczonych do elektrolitycznego wytwarzania anod miedzianych.
- Bywa używany przez chemików amatorów do „hodowli” kryształów.